# Széll József (politikus)
Dukai és szentgyörgyvölgyi Széll József Kristóf Kálmán (Szombathely, Ausztria–Magyarország, 1880. október 14. – Budapest, Magyar Népköztársaság, 1956. augusztus 27.) magyar politikus, országgyűlési képviselő, aki Fogaras, Zemplén és Abaúj-Torna vármegye főispánja, valamint a Magyar Királyság belügyminisztere 1937 és 1938 között. A Felsőház tagja.

## Családja és származása
A római katolikus vallású, nemesi származású dukai és szentgyörgyvölgyi Széll család sarja. Apja, dukai és szentgyörgyvölgyi dr. Széll Ignác (1845–1914), Vas vármegyei alispán, belügyminiszteri államtitkár, és csengeri Háczky Ilona (1860–1928) voltak. Apai nagyszülei dukai és szentgyörgyvölgyi Széll József (1801-1871), Vas vármegye főispánja, országgyűlési képviselő, és a felsőőri Bertha család sarja, felsőőri Bertha Júlia (1817–1873) voltak. Anyai nagyszülei csengeri Háczky Kálmán (1828–1904), 1848-as honvéd főhadnagy, országgyűlési képviselő, a "Zala Megyei Gazdasági Egyesület" elnöke 1882 és 1898 között, Zala vármegyei közigazgatási bizottság tagja, földbirtokos, és nagyalásonyi Barcza Anna (1836–1878) voltak. Nagybátyja, dr. Széll Kálmán valóságos belső titkos tanácsos, előbb első pénzügyminisztere, majd a Magyar Királyság miniszterelnöke volt.

## Életpályája
Tanulmányainak elvégzésé után szolgabíróként Kisküküllő vármegyében kezdte meg pályáját. Később ugyanott, majd Maros-Torda vármegyében volt főispáni titkár és Marosvásárhelyen két éven át a közigazgatási tanfolyam előadója is volt. A kíváló tudása valamint a rátermettsége gyorsan vitte előre a közigazgatási pályáján. Már 1905-ben Fogaras vármegye főjegyzőjévé választották, és két évvel később, 27 éves korában, Fogaras vármegye főispánjává nevezték ki. Sok érdemet szerzett a vezetésére bízott vármegyék közgazdasági és kulturális intézményeinek fejlesztésében. 1917-ben, a kivételes törvény alapján, az erdélyrészi és a szomszédos törvényhatóságok, összesen 23 vármegye, illetve törvényhatósági város élére nevezték ki kormánybiztosnak és érdélyrészi közélelmezési meghatalmazottnak. Ugyanekkor a földmívelésügyi miniszter erdélyi kirendeltségének vezetésével is őt bízták meg. Rendkívül nehéz viszonyok között, súlyos felelősség mellett, sikerrel felelt meg feladatának. Erdemeiért 1917-ben a Lipót-rend hadiékítményes lovagkeresztjével tüntették ki. Még a forradalom kitörése előtt lemondott megbízatásairól és visszavonult kisküküllőmegyei birtokára gazdálkodni. Amikor az alkotmányos rend helyreállt, egyideig mint bíró, majd mint gazdasági szakértő, az Országos Földbirtokrendező Bíróságnál működött, 1925-ben pedig Zemplén vármegye főispánja, egy év múlva egyúttal Abaúj-Torna vármegye főispánja is lett. 1928 óta kormánybiztosa a Tokajhegyaljai Szőlőgazdasági Segélyakciónak, amelyet az ő kezdeményezésére és elgondolásai alapján hívtak életre és 
amely a pusztulásnak indult Tokaj-hegyalja jelentékeny részének újjáteremtésével ennek a vidéknek új életlehetőséget teremtett.
Vármegyéi községeinek fejlesztése és érdekei istápolása körül szerzett érdemeinek elismeréséül 37 község választotta meg díszpolgárának. 1932-ben az újonnan szervezett egységes gyakorlati közigazgatási vizsga vizsgáló-bizottságának tagjává nevezték ki. Az év végén Abaúj-Torna vármegyében viselt főispáni állásától, saját kérelmére, felmentették. Zemplén vármegyének azonban továbbra is főispánja maradt 1933 januárjáig, amikor a Közigazgatási Bíróság másodelnöke lett. Tiszteletbeli lovagja a Katonai Máltai Lovagrendnek. Közéleti érdemeiért sok kitüntetésben részesült. Tulajdonosa a II. osztályú magyar érdemkeresztnek a csillaggal, a Magyar Vöröskereszt tiszti díszjelvényének és e díszjelvény érdemkeresztjének.
A kommunista hatalomátvételt követően kitelepítették és vagyonától megfosztották.

## Házassága és gyermekei
Felesége, petrovinai Pekry Olga (1888 – Budapest, 1968. szeptember 4.), akinek a szülei petrovinai Pekry Sándor és tancsi Földváry Anna voltak. Házasságukból született:
- Széll Mária. Férje, dr. Szent-Iványi Csaba.